# Jasem Modamivishkaei
Jasem Modamivishkaei, né le 27 décembre 1982, est un karatéka iranien surtout connu pour avoir remporté le titre de champion du monde aux championnats du monde de karaté 2006 en kumite individuel masculin moins de 75 kilos.

## Palmarès
- 29 octobre 1999 :  médaille d'or en kumite individuel masculin moins de 70 kilos aux championnats du monde de karaté juniors et cadets 1999 à Sofia, en Bulgarie[1].
- 21 novembre 2002 :  Médaille d'argent en kumite individuel masculin moins de 75 kilos aux championnats du monde de karaté 2002 à Madrid, en Espagne[2].
- 24 octobre 2003 :  Médaille de bronze en kumite individuel masculin moins de 80 kilos aux championnats du monde de karaté juniors et cadets 2003 à Marseille, en France[3].
- 15 octobre 2006 :  médaille d'or en kumite individuel masculin moins de 60 kilos aux championnats du monde de karaté 2006 à Tampere, en Finlande[4].